# تد ساوج
تد ساوج (انگلیسی: Ted Savage؛ زادهٔ ۱ ژانویهٔ ۱۹۱۲) بازیکن فوتبال اهل انگلستان بود که در پست هافبک میانی برای لیورپول بازی می‌کرد.
از باشگاه‌هایی که در آن بازی کرده‌است می‌توان به باشگاه فوتبال رکسهام، باشگاه فوتبال فولام، باشگاه فوتبال منچستر یونایتد، باشگاه فوتبال لینکولن سیتی، باشگاه فوتبال لیورپول، و باشگاه فوتبال وستهام یونایتد اشاره کرد.